# Сонода, Такахиро
Такахиро Сонода (яп. 園田 高弘 Сонода Такахиро, 17 сентября 1928, Токио — 7 октября 2004) — японский пианист.
Сын и ученик крупного японского музыкального педагога Киёхидэ Соноды (1903—1935). Начиная с 1939 года в течение 11 лет занимался у работавшего в Японии Лео Сироты. В 1948 году первым исполнил в Японии произведения Арама Хачатуряна. Затем Сонода отправился в Европу, где взял ряд частных консультаций у Маргерит Лонг и сдружился с Самсоном Франсуа. В 1954 году в ходе японских гастролей Герберта фон Караяна стал первым японским солистом, который выступил под его руководством. По рекомендации Караяна на следующий год отправился в Берлин, где совершенствовал своё мастерство под руководством Гельмута Ролоффа, а также выступил с Берлинским филармоническим оркестром. За этим последовали гастрольные поездки в Австрию, Италию, Францию, СССР и США, однако по преимуществу Сонода работал у себя на родине и приобрёл известность именно там.
Сонода осуществил значительное количество записей, в том числе дважды записал полностью «Хорошо темперированный клавир» Иоганна Себастьяна Баха, трижды — все фортепианные сонаты Людвига ван Бетховена; среди других важных записей Соноды — все фортепианные концерты Бетховена (1998—2000, с Симфоническим оркестром Кюсю под управлением Хэйитиро Оямы) и полное собрание фортепианных произведений Арнольда Шёнберга. В то же время Сонода принадлежал к числу популяризаторов новейшей японской музыки, в том числе сочинений Тору Такэмицу.
Сонода много преподавал в Японии, в том числе в 1968—1982 годах в Университете искусств Киото. В разные годы он входил в состав жюри ведущих международных конкурсов, а в 1985—2002 годах проводил собственный международный конкурс пианистов в префектуре Оита. Знаком национального признания пианиста можно считать и то, что 7 февраля 1989 года, в день смерти императора Хирохито, крупнейший японский телеканал NHK завершил дневное вещание траурным маршем Фредерика Шопена в его исполнении.